# Joseph Lamb Bodine
Joseph Lamb Bodine (* 6. November 1883 in Trenton, New Jersey; † 10. Juni 1950 ebenda) war ein US-amerikanischer Jurist. Nach seiner Berufung durch Präsident Woodrow Wilson fungierte er von 1920 bis zu seinem Rücktritt im Jahr 1929 als Bundesrichter am Bundesbezirksgericht für den Distrikt von New Jersey.

## Werdegang
Nach seinem Schulabschluss besuchte Joseph Bodine die Princeton University, an der er 1905 den Bachelor of Arts erwarb. Im Jahr 1908 folgte der Bachelor of Laws an der Harvard Law School, woraufhin er bis 1919 als Rechtsanwalt in Trenton praktizierte. Von 1919 bis 1920 war Bodine, der der Demokratischen Partei angehörte, als Nachfolger von Charles Francis Lynch Bundesstaatsanwalt für den Distrikt von New Jersey; in dieser Position folgte ihm Elmer H. Geran.
Am 28. Mai 1920 wurde Bodine durch Präsident Wilson als Nachfolger von John Warren Davis zum Richter am United States District Court for the District of New Jersey ernannt. Nach der Bestätigung durch den US-Senat, die am 2. Juni desselben Jahres erfolgte, konnte er unmittelbar darauf sein Amt antreten. Er übte es bis zu seinem Rücktritt am 31. März 1929 aus; sein Sitz fiel dann an John Boyd Avis. Joseph Bodine fungierte anschließend bis zu seinem Tod als Richter am New Jersey Supreme Court. Er starb am 10. Juni 1950 in Trenton und wurde auf dem städtischen Friedhof von Lawrenceville beigesetzt.